# سبنسر هاريس
سبنسر هاريس (بالإنجليزية: Spencer Harris)‏ هو لاعب كرة قاعدة أمريكي، ولد في 12 أغسطس 1900 في دولوث في الولايات المتحدة، وتوفي في 3 يوليو 1982 في منيابولس في الولايات المتحدة.

## وصلات خارجية
- سبنسر هاريس على موقعبيزبول رفرنس.كوم (الدوري الرئيسي) (الإنجليزية)
- سبنسر هاريس على موقعبيزبول رفرنس.كوم (الدوري الثانوي) (الإنجليزية)